# Motława
Motława (německy Mottlau, kašubsky Mòtława) je řeka v severním Polsku v Pomořském vojvodství. Pramení západně od Tczewi, teče zhruba na sever západním okrajem roviny Żuławy Wiślane souběžně s Vislou, a v Gdaňsku ústí do jejího ramene Mrtvá Visla, krátce před jejím ústím do Gdaňského zálivu. Délka toku činí 64,4 km. Největším přítokem je Radunia.
Motława protéká historickým jádrem Gdaňsku a od středověku se na ní nacházel přístav, dnes především gdaňská marína. Do ústí řeky zajíždějí osobní trajekty (přístav Targ Rybny). Je využívána také ke kanoistice a rybolovu.

## Další informace
Podél většiny toku vede turistická trasa a cyklotrasa Szlak Motławski ze Tczewa.

## Galerie

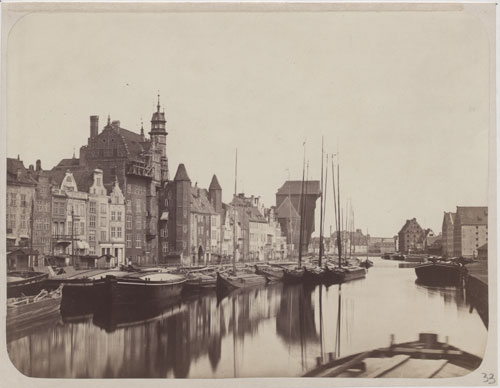
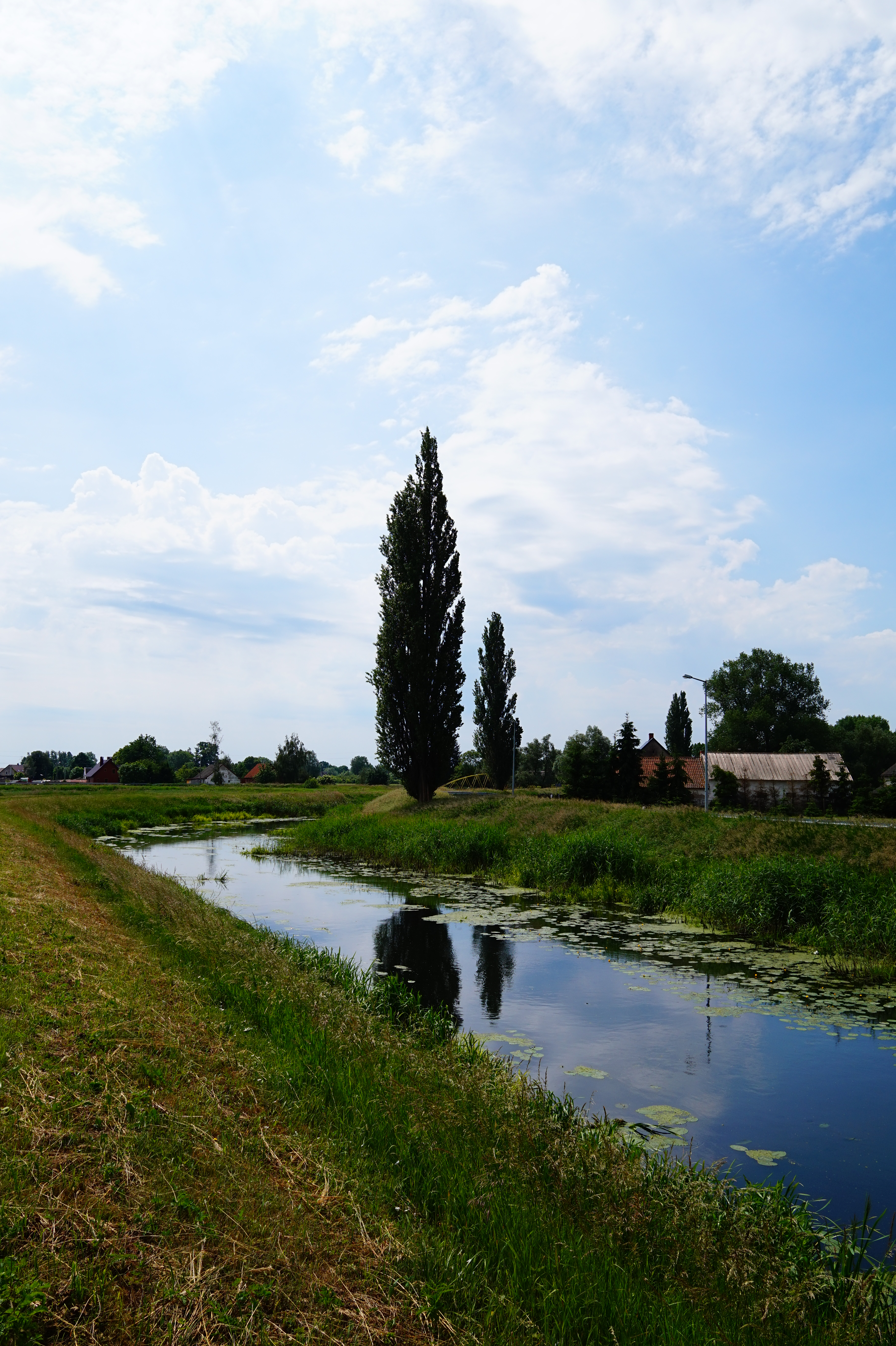
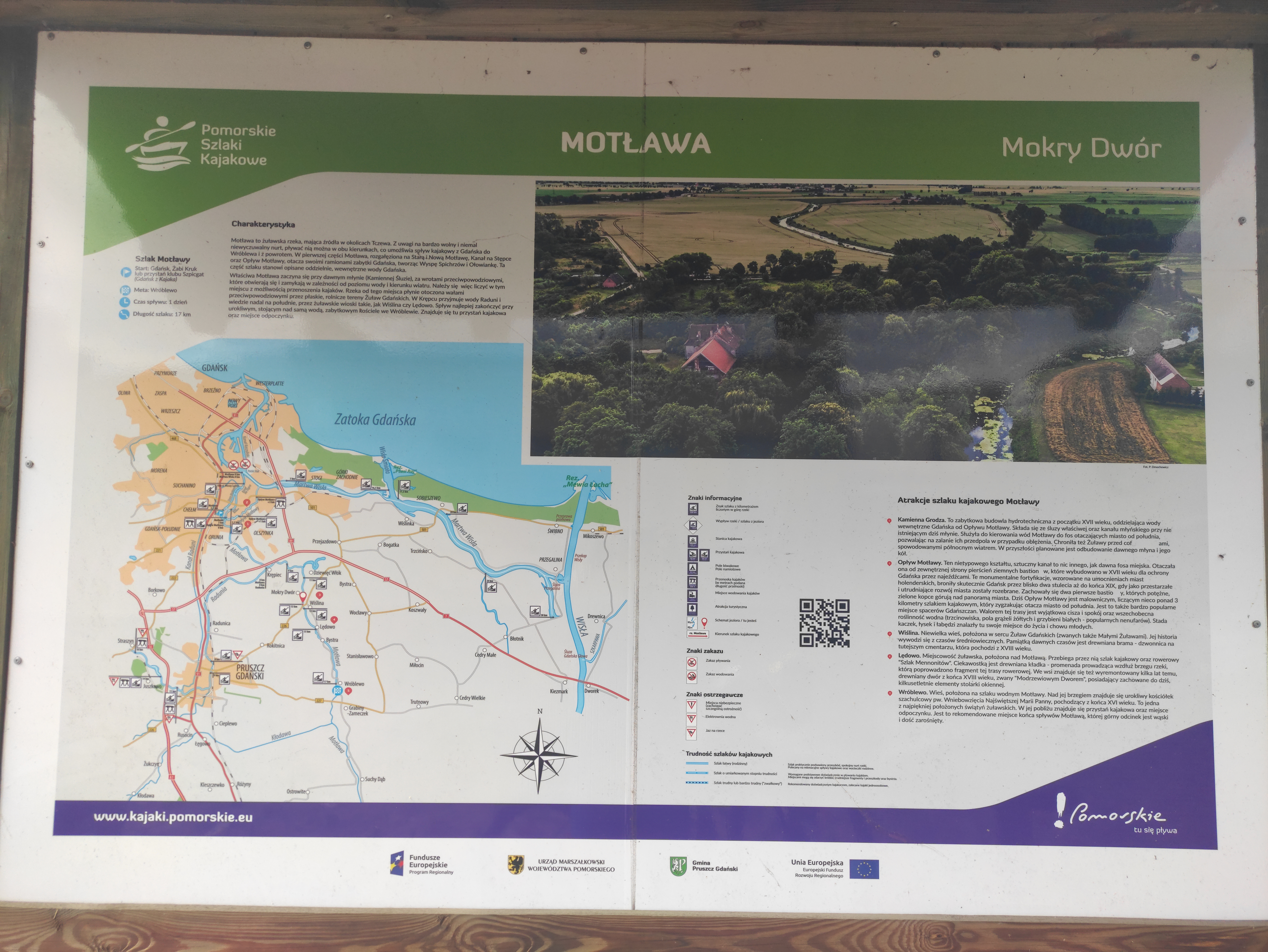
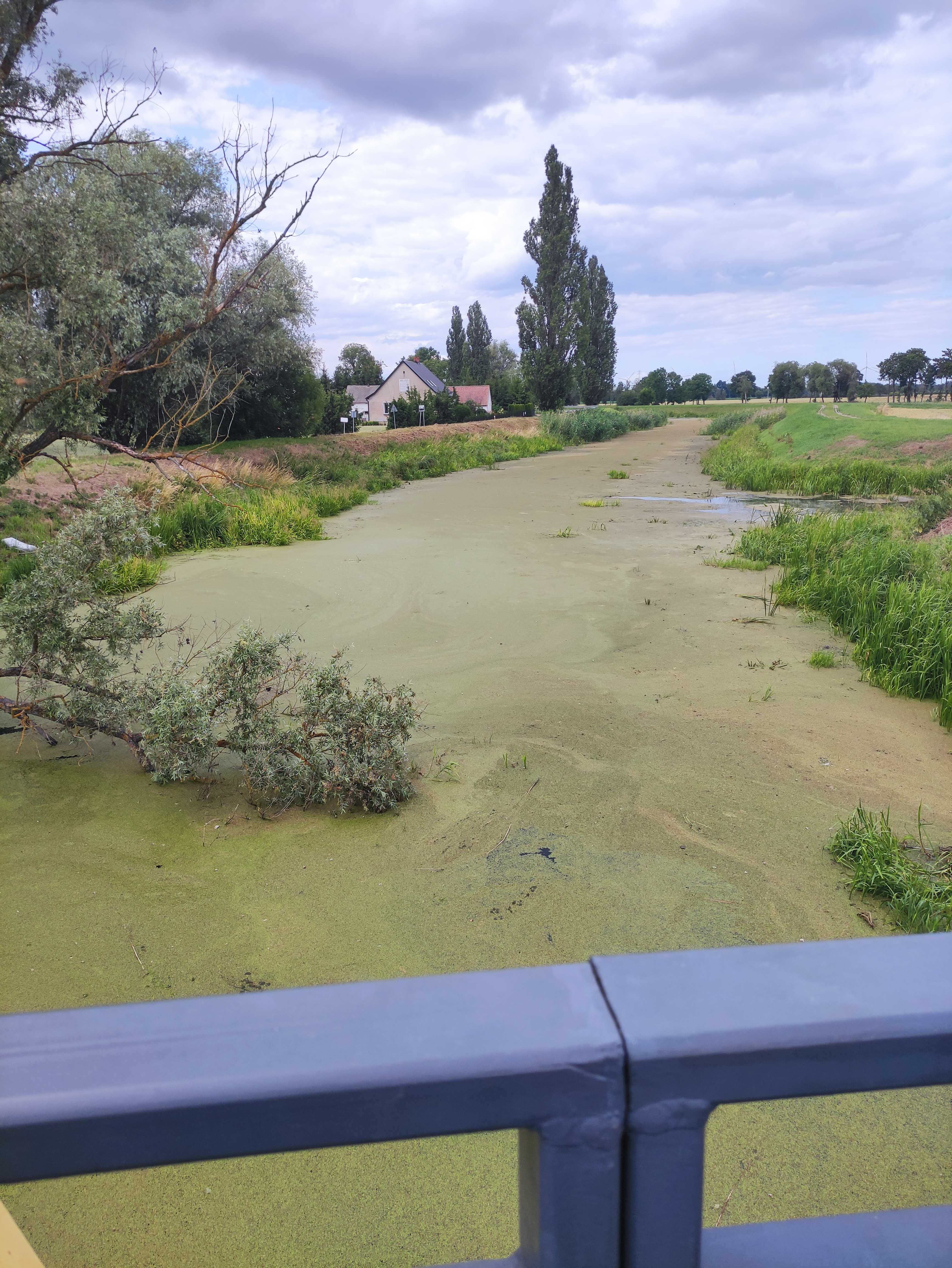
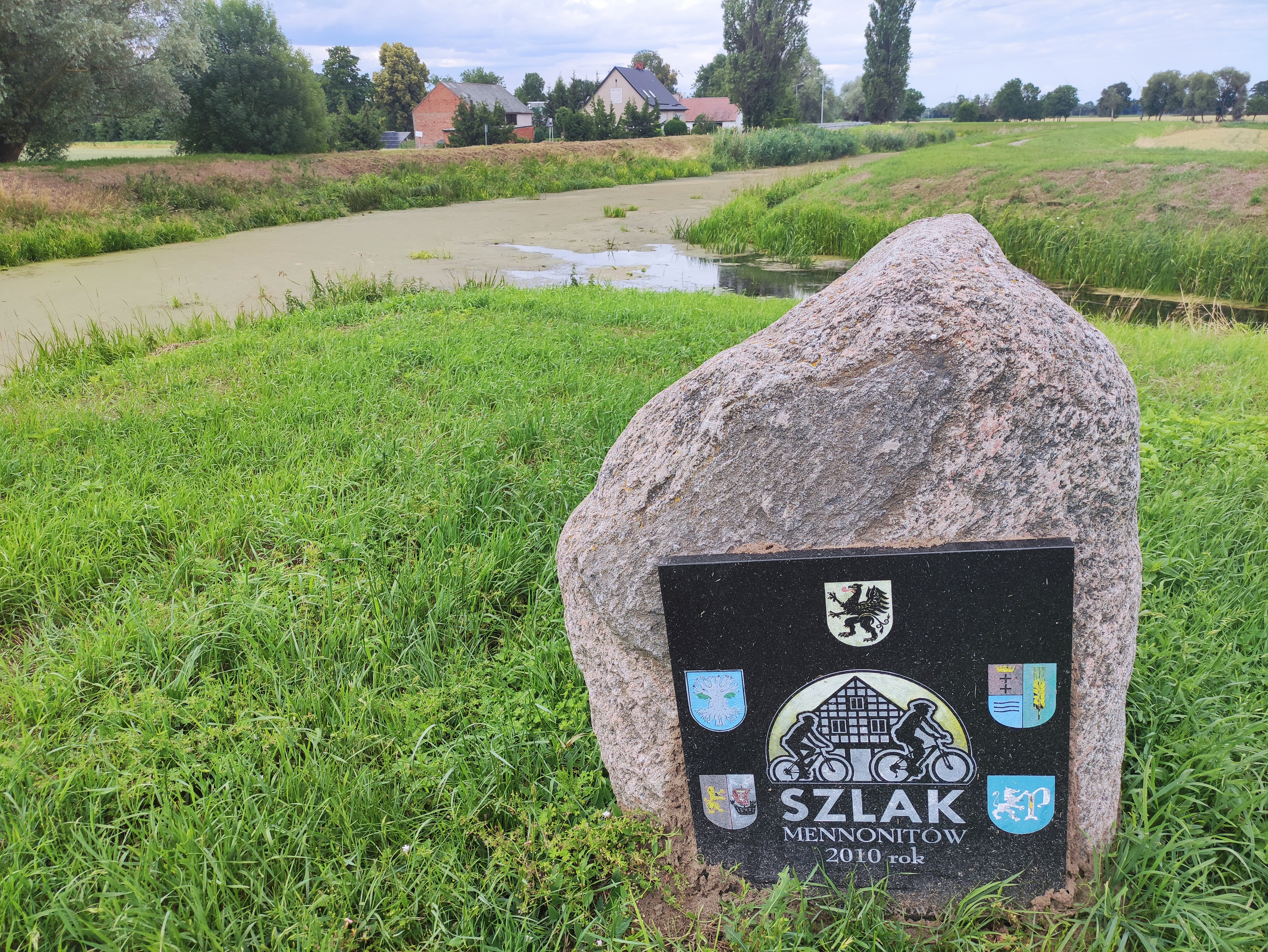